# Smith
Smith je priimek več oseb:
- Adam Smith (1723–1790), škotski moralni filozof in politični ekonomist
- Albert Smith, britanski general
- Allison Smith (* 1969), ameriška igralka, pevka, pisateljica in režiserka
- Anthony David Smith (1939–2016), britanski historični sociolog
- Arthur Francis Smith, britanski general
- Brandon Mychal Smith (* 1989), ameriški igralec in pevec
- Cecil Miller Smith, britanski general
- Curt Smith (* 1961), angleški pevec, tekstopisec in glasbeni producent, glavni vokalist, basist pop rock skupine Tears for Fears
- Danielle Smith (* 1971), kanadska političarka, premierka Alberte
- Don Smith (več znanih ljudi)
- Douglas Smith (* 1985), kanadski igralec
- Ernest Thomas Cobley Smith, britanski general
- Francis Villeneuve Smith (1819–1909), avstralski politik, četrti premier
- George Elwood Smith (* 1930), ameriški fizik, nobelovec
- George Smith Patton mlajši (1885–1945), ameriški general
- Grenfell Horace Gerald Smith-Dorrien, britanski general
- Henry Gilbertson Smith, britanski general
- Jaclyn Smith (* 1945), ameriška igralka
- John Smith, več oseb
- John Maynard Smith (1920–2004), angleški evolucijski biolog in genetik
- Kendra Smith (* 1960), ameriška glasbenica, pevka
- Maggie Smith (1934–2024), britanska igralka
- Mark E. Smith (1957–2018), angleški pevec (The Fall), kantavtor
- Patti Smith (* 1946), ameriška pevka, kantavtorica, pesnica in slikarka
- Philip Royal Smith-Hill, britanski general
- Richard Talbot Snowden-Smith, britanski general
- Richard William Smith (1854–1912), angleški trgovec s čajem, umrl v brodolomu Titanika
- Richard William Smith (*1959), kanadski rimskokatoliški klerik, nadškof Vancouvra (2024/5-)
- Robert Smith (*1959), angleški glasbenik (The Cure)
- Ronetta Smith (* 1980), jamajška atletinja
- Terence Nelson Smith, britanski general
- Theobald Smith (1859–1934), ameriški epidemiolog in patolog
- Trecia-Kaye Smith (* 1975), jamajška atletinja
- Sam Smith (* 1992), angleški pevec in tekstopisec
- Will Smith (* 1968), ameriški igralec in raper
- William Smith (1769–1839), angleški geolog
- William Forgan Smith (1887–1953), avstralski politik, premier Queenslanda
- Willow Smith (* 2000), ameriška igralka in pevka
- Anna Deavere Smith - Anna Nicole Smith - Buffalo Bob Smith - Charles Martin Smith - Gregory Smith - Hal Smith (igralec) - Jaclyn Smith - Kent Smith - Kerr Smith - Kim Smith - Kurtwood Smith - Lane Smith - Martha Smith - Natalie Smith - Paul L. Smith - Sarah & Emma Smith - Shawnee Smith - Yeardley Smith - ameriški igralci